# کریتندن (کنتاکی)
کریتندن (به انگلیسی: Crittenden) شهری در ایالت کنتاکی کشور ایالات متحده آمریکا است که جمعیت آن در سرشماری سال ۲۰۱۰ میلادی، ۳٬۸۱۵ نفر بوده‌است.